# Gare de Grigny-le-Sablon
Gare de Grigny-le-Sablon vasútállomás Franciaországban, Grigny településen.

## Vasútvonalak
Az állomást az alábbi vasútvonalak érintik:
- Moret–Lyon-vasútvonal

## Kapcsolódó állomások
A vasútállomáshoz az alábbi állomások vannak a legközelebb:
- Gare de Givors-Canal (Gare de Moret - Veneux-les-Sablons)
- Gare de Vernaison (Lyon-Perrache pályaudvar)